# يوانا ستانيسيوليسكو
يوانا أندريا ستانيسيوليسكو (بالرومانية: Ioana Andreea Stănciulescu)‏ هي لاعبة جمباز فني رومانية ولدت في يوم 18 فبراير 2004 كونستانتسا. أبرز إنجازاتها هو فوزها بالميدالية الذهبية في منافسة التمارين الأرضية في بطولة أوروبا للشباب في سنة 2018.